# Johnny Klinke

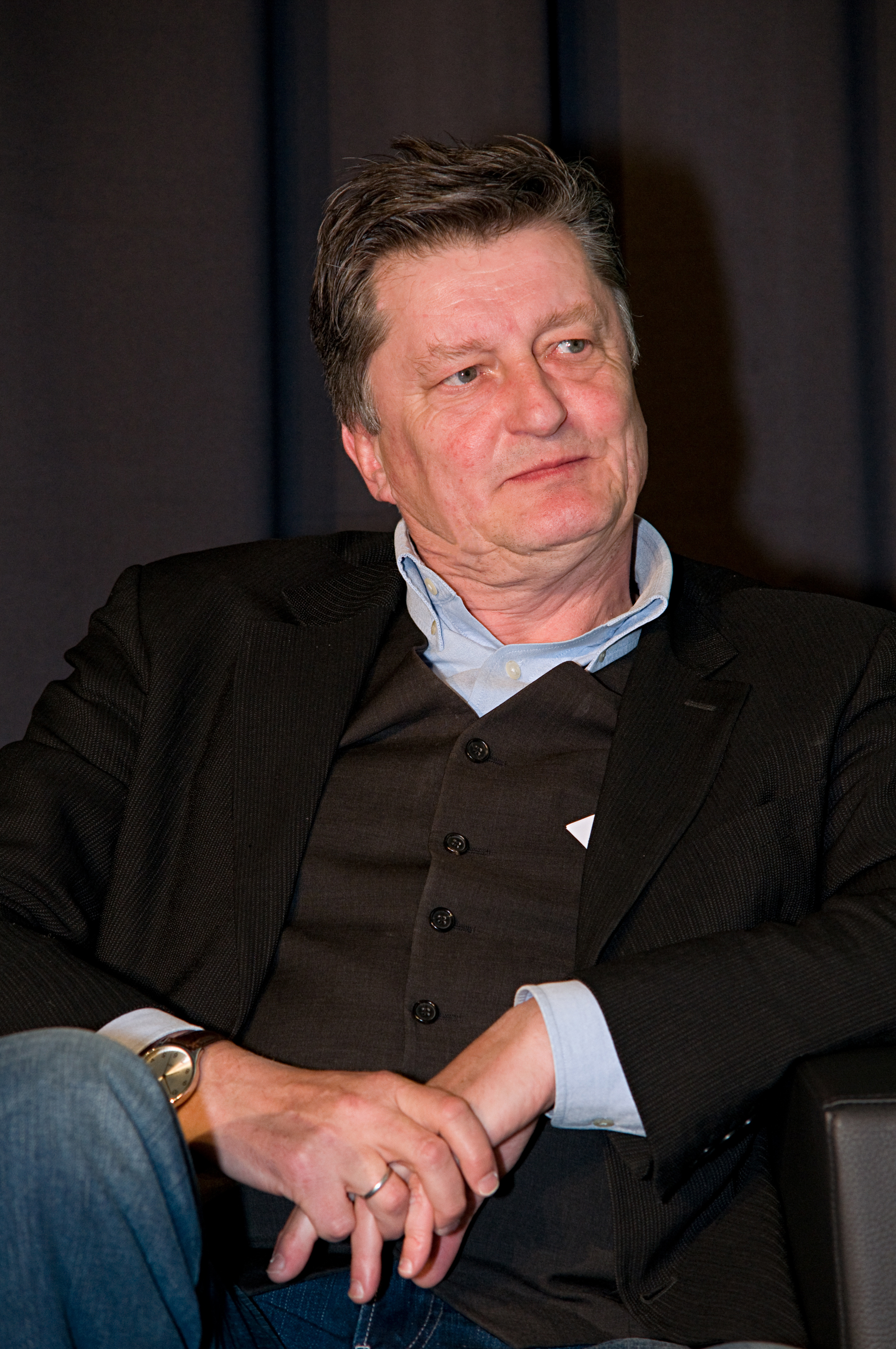
Johnny Klinke im April 2010

Johannes „Johnny“ Klinke (* 25. Juni 1950 in Berlin) ist der Gründer und Direktor des Varietétheaters „Tigerpalast“ in Frankfurt am Main.

## Werdegang
Der Sohn eines Pfarrers absolvierte 1970 das Abitur am humanistischen Heinrich-von-Gagern-Gymnasium in Frankfurt am Main. Gemeinsam mit Matthias Beltz und Margareta Dillinger gründete er 1988 unter den „neuen alten Idealen: Liberté, Egalité, Varieté“ den Frankfurter Tigerpalast.

## Politisches Engagement
Während seiner Schulzeit am Heinrich-von-Gagern-Gymnasium war Klinke in den 68er-Bewegungen aktiv, später in der Frankfurter Hausbesetzerszene. Gemeinsam mit Joschka Fischer und Daniel Cohn-Bendit war er Mitglied der antiautoritären Studentenbewegung und der Gruppe Revolutionärer Kampf. Zur Frankfurter Oberbürgermeisterwahl im März 2012 unterstützte Klinke den CDU-Kandidaten Boris Rhein mit der eigenfinanzierten Kampagne "Boris Rhein ist nicht Roland Koch".

## Auszeichnungen
Am 9. Februar 2007 wurde Johnny Klinke gemeinsam mit Margareta Dillinger mit der Goethe-Plakette des Landes Hessen ausgezeichnet, der höchsten Ehrung des Hessischen Ministeriums für Wissenschaft und Kunst. Am 3. Dezember 2014 wurde er mit dem Hessischen Verdienstorden durch den Hessischen Ministerpräsidenten Volker Bouffier geehrt. Am 22. September 2018 erhielt Johnny Klinke – gemeinsam mit Margareta Dillinger und Robert Mangold – den mit 50.000 Euro dotierten Binding-Kulturpreis. Am 9. Oktober 2018, zum 30. Jubiläum der Tigerpalast Gründung, wurde Johnny Klinke – gemeinsam mit Margareta Dillinger – der Hessische Kulturpreis durch den Hessischen Ministerpräsidenten Volker Bouffier verliehen.